# Иванов, Иван Алексеевич (легкоатлет)
Ива́н Алексе́евич Ивано́в (род. 3 января 1992 года) — казахстанский легкоатлет, толкатель ядра. Мастер спорта Республики Казахстан международного класса.

## Карьера
Родился в городке Уштобе Алматинской области. В восьмом классе начал заниматься толканием ядра у своего школьного учителя физкультуры (Сергей Борисович Волков). С 2014 года тренируется в Португалии у выходца из СССР Владимира Зинченко, долгие годы выступавшего за Португалию.
Участник юношеского чемпионата мира 2009 года, где не прошёл через квалификацию и в итоге стал 32-м. В 2010 году участвовал в юниорском чемпионате Азии в двух дисциплинах — в толкании ядра стал пятым, а в метании диска — шестым.
Участвовал в Олимпиаде 2016 года, причём был единственным представителем Азии. Занял 33-е место, остановившись на этапе квалификации.
Неоднократный призёр соревнований азиатского уровня. Бронзовый призёр чемпионата Азии 2017 года, 2019 и 2023 годов, Азиатских пляжных игр (2014), Азиатских игр (2018); серебряный призёр чемпионата Азии в помещениях (2024); победитель Азиатских игр по боевым искусствам и состязаниям в помещениях (2017).
Семикратный чемпион Казахстана. По состоянию на начало 2020-х годов владел рекордами Казахстана в толкании ядра на стадионе (21.11 м; 12.06.2021) и в помещении (20.51 м; 30.01.2016).
В 2014 году закончил Жетысуский государственный университет.